# 丙辰丸の盟約
丙辰丸の盟約（へいしんまるのめいやく）は、1860年9月（万延元年7月）に軍艦「丙辰丸」の艦上で結ばれた、尊王攘夷派の長州藩士と水戸藩士たちの幕政改革についての密約。成破の盟約あるいは水長盟約とも呼ばれる。
盟約に携わったのは、長州藩士の松島剛蔵（「丙辰丸」艦長）と桂小五郎、水戸藩士の西丸帯刀・岩間金平・園部源吉および結城藩士の越惣太郎で、佐賀藩士の草場又三が仲介役を務めた。最終的な交渉場所として選ばれたのは、江戸への練習航海で東京湾に碇泊中の長州軍艦「丙辰丸」で、機密保持の目的であった。同じく機密保持のため、会合の名目は長州産の塩と水戸産の大豆の取引交渉とされていた。
協定の内容は両藩が提携して急速に幕政改革を行うというものであった。世の中をかき乱し（破）、混乱に乗じて改革を成し遂げる（成）という計画で、水戸が「破」を長州が「成」を役割分担すると決められた。あくまで幕政改革を行うことが目的で、幕藩体制そのものを破壊する討幕運動を趣旨とするものではない。
しかし、盟約は結ばれたものの、実際に両藩の中枢まで含めた行動指針には至らなかった。長州藩では尊王攘夷派（いわゆる正義派）と開国佐幕派（所謂俗論派）の主導権争いの結果、開国佐幕派の長井雅楽の航海遠略策が藩是となった。その後は長州征討を経て討幕運動へと傾斜することになった。水戸藩でも尊王攘夷派（天狗党等）と開国佐幕派（いわゆる諸生党）の抗争が続いて主流とはならなかったが、尊王攘夷派にとっては行動の目的として意識されることになった。